# Philippe Jean Pelletan

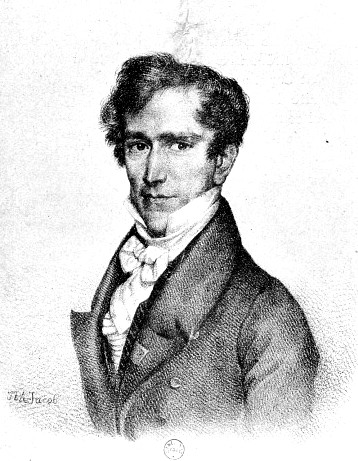
Philippe Jean Pelletan

Philippe Jean Pelletan (* 4. Mai 1747 in Paris; † 26. September 1829 in Bourg-la-Reine) war ein französischer Chirurg und Geburtshelfer.
Pelletan wurde als Sohn eines Chirurgen in Paris geboren und studierte dort Literatur, Chirurgie und Anatomie. Er war Mitglied der Académie nationale de Médecine und der Académie des sciences. An der Universität von Paris wirkte er an der Medizinischen Fakultät als Professor für klinische Chirurgie. Nach dem Ausbruch der Revolution wurde er 1789 zum Chirurgen der Nationalgarde ernannt. Am 13. Juli 1793 war er kurz nach dem tödlichen Attentat auf Jean Paul Marat am Tatort und unterschrieb Marats Sterbeurkunde. 1795 trat er die Nachfolge von Pierre-Joseph Desault als Chefchirurg am Pariser Hôtel-Dieu an. Nach dem Tod des zehnjährigen Kronprinzen Louis Charles de Bourbon am 8. Juni 1795 führte Pelletan die Autopsie durch und entfernte dabei das Herz des Prinzen, das er in Alkohol konservierte. Es wird heute als einziger sterblicher Überrest Ludwigs XVII. in der Basilika Saint-Denis aufbewahrt. 1804 wurde Pelletan auf Anraten des kaiserlichen Leibarztes Jean-Nicolas Corvisart zum chirurgischen Berater Napoleon Bonapartes. Als Chefchirurg am Hôtel-Dieu war Pelletan für eine Fehldiagnose verantwortlich, die zum Tod eines Zar Alexander I. nahestehenden Offiziers führte. Er wurde daraufhin von seinem Kollegen Guillaume Dupuytren beim Zaren denunziert, welcher ein Verfahren gegen Pelletan forderte, und als Folge am 6. September 1815 seines Amtes enthoben. Den Lehrstuhl für operative Medizin hatte er 1815 erhalten. Von 1818 bis 1823 wirkte er auf dem Lehrstuhl für Geburtshilfe. Danach erfolgte seine Degradierung zum Honorarprofessor. Sein Nachfolger als Chefchirurg wurde Dupuytren. Sein Sohn Pierre Pelletan wirkte ebenfalls als Arzt.